# 伊拉克国王
伊拉克国王是1921年至1958年间伊拉克的国家元首，也是伊拉克哈希姆王朝的元首。
| 伊拉克国王       | 生卒            | 在位时间                   |
| 费萨尔一世       | 1883年 - 1933年 | 1921年8月23日-1933年9月8日 |
| 加齐·伊本·费萨尔 | 1912年 - 1939年 | 1933年9月8日-1939年4月4日  |
| 費薩爾二世       | 1935年 - 1958年 | 1939年4月4日-1958年7月14日 |

1958年伊拉克发生政变，費薩爾二世、王储阿布达拉及其他王室成员全部被杀，哈希姆家族费萨尔支系绝嗣，王朝滅亡，共和國成立。
政变发生后，居住在英国的汉志王国国王侯赛因·本·阿里的四子、伊拉克首任国王费萨尔一世的异母弟弟赛义德（其时身为伊拉克陆军军官）成为伊拉克王室的首领，自称伊拉克国王，但他从未真正统治伊拉克。1970年赛义德去世后由其子拉阿德继承“伊拉克国王”的头衔。